# Bahamas nos Jogos Olímpicos de Verão de 1972
As Bahamas competiram nos Jogos Olímpicos de Verão de 1972 em Munique, Alemanha Ocidental.

## Resultados por Evento

### Atletismo
100 metros masculino
- Walter Callander
  - Primeira eliminatória — 10.78s (→ não avançou)

- Kevin Edwin Johnson
  - Primeira eliminatória — 10.91s (→ não avançou)

Revezamento 4x100m masculino
- Danny Smith, Harrison Lockhart, Walter Callander, e Mike Sands
  - Eliminatórias — 40.48s (→ não avançou)

### Ciclismo

#### Competição de Pista
1.000 por tempo masculino
- Laurence Burnside
  - Final — 1:20.31 (→ 30º e último lugar)